# Adhémar Raynault
Adhémar Raynault, né le 12 juillet 1891 à Saint-Gérard-Majella et mort le 11 avril 1984 à Saint-Bruno-de-Montarville, est un homme politique québécois. Il est maire de Montréal de 1936 à 1938 et de 1940 à 1944.

## Biographie
Né le 12 juillet 1891 à Saint-Gérard-Majella dans le Comté de L'Assomption dans Lanaudière, fils de Sigefrois Raynault et de Mathilde Lemire (dit Marsolais), cultivateurs établis à L'Assomption, il était le deuxième de dix-huit enfants dont cinq moururent en bas âge.  Atteint de lithiase rénale, maladie qui lui causait d'intenses douleurs mais que les médecins ne purent diagnostiquer chez lui à l'époque, il ne pouvait prendre part aux travaux de la ferme autant que les autres membres de la famille.  S'y sentant peu utile, il décide à dix-sept ans de se trouver du travail à Montréal.  Il travaille un an dans le commerce d'un cousin puis ouvre lui-même un petit commerce de tabac, qu'il revend peu après, lorsque sa maladie l'oblige à se faire hospitaliser.  Il devient vendeur d'assurances, ce qui deviendra son occupation professionnelle par la suite. Ce métier lui permet d'adapter ses horaires en fonction des jours où sa maladie l'empêche de travailler et de ses autres activités.  N'ayant pu poursuivre d'études avancées et conscient de son peu d'instruction, il s'instruit en autodidacte en empruntant des livres, en fréquentant assidûment la bibliothèque municipale et en assistant à des conférences de la Société Saint-Jean-Baptiste (SSJB).  Il va souvent assister à des cours de sciences sociales à l'université de Montréal, bien qu'il n'y soit pas inscrit, au point qu'on le prend pour un étudiant régulier.  Durant la Première Guerre mondiale, il s'enrôle dans l'armée en 1917 et est attaché à l'hôpital militaire de Montréal.  De retour à la vie civile, il reprend son métier dans les assurances.  Il participe aux activités de diverses associations, telles la SSJB, l'École sociale populaire et l'Association catholique des voyageurs de commerce.  Le 17 juin 1925, il épouse Thérèse Prézeau (1903-1984),.
Il s'oriente vers des activités politiques lorsque durant la crise économique il devient président de la Ligue des propriétaires de l'est de Montréal, fondée en 1932. En 1933, il lance un journal bimensuel, Le Réveil de l'Est, qui publie les activités de la Ligue et la doctrine sociale de son président.  Lors des élections municipales de Montréal du 16 avril 1934, il se présente et est élu au poste d'échevin du quartier Préfontaine.  Au conseil municipal, il se fait l'un des principaux critiques de l'administration municipale de Joseph-Marie Savignac (président du comité exécutif) et Camillien Houde (maire).  Vers cette période, il est hospitalisé dans un état critique.  On lui enlève un rein malade, ce qui lui permet de retrouver la santé et d'être désormais débarrassé des douleurs qui l'avaient accablé depuis son enfance.
Lors de l'élection générale québécoise du 25 novembre 1935, il participe activement à la campagne électorale en prononçant des discours en faveur de Paul Gouin, chef de l'Action libérale nationale (ALN) et candidat de l'Union nationale (une alliance électorale de l'ALN et du parti conservateur de Maurice Duplessis) dans la circonscription de L'Assomption.  Après la brouille entre Gouin et Duplessis et le déclenchement de l'élection générale hâtive du 17 août 1936, Raynault se présente lui-même dans L'Assomption comme candidat de l'Union nationale, maintenant devenue un parti et dirigée par Duplessis. Raynault est alors élu député à l'Assemblée Législative du Québec, alors que l'Union nationale accède au pouvoir.
Lors des élections municipales de Montréal du 16 décembre 1936, il est le premier à se déclarer candidat à la mairie.  Il a comme adversaires Candide Rochefort, lui aussi un député de l'Union nationale, et le maire précédent, Camillien Houde, qui décide de se présenter de nouveau.  Raynault est élu maire.  Il obtient 56 212 votes, Houde en obtient 52 322 et Rochefort 18 913.  Une semaine après l'élection de Raynault, Duplessis fait verser à la ville de Montréal une somme de 1,2 million $ qui était due à celle-ci depuis plusieurs mois au chapitre de l'assistance-chômage.  Bien que Raynault ne se soit pas fait élire avec une équipe organisée de conseillers, il parvient néanmoins à faire approuver à l'unanimité par le conseil municipal sa proposition pour la composition du comité exécutif (Ovide Taillefer, président, Frank Hogan, Trefflé Lacombe, Alfred Fillion et J.-E. Jeannotte).  Il ne contrôle toutefois pas le conseil municipal, dont la majorité des membres resteront plutôt réticents à son égard durant son terme.  Au mois de mai 1937, Raynault se rend à Londres, assister au couronnement du nouveau roi George VI.  Raynault fit adopter la création d'un Bureau de révision de l'évaluation municipale.
Le mandat de Raynault à la mairie de Montréal se termine à la fin de 1938. Il ne se représente pas lors de l'élection municipale du 11 décembre 1938. Lors de cette élection, Camillien Houde est réélu maire de Montréal.
Raynault ne se représente pas comme député à l'Assemblée législative lors de l'élection de 1939.
Le second mandat d'Adhémar Raynault à la mairie de Montréal eut lieu durant la période où Camillien Houde était emprisonné par le gouvernement du Canada pour son opposition à la conscription. Il accueillit dans ses fonctions le général de Gaulle, président de la France libre, le 12 juillet 1944, alors qu'il célébrait son 53e anniversaire.
Il a publié ses souvenirs politiques en 1970.
Il meurt le 11 avril 1984 à Saint-Bruno-de-Montarville à l'âge de 92 ans. Il est enterré au Cimetière Notre-Dame-des-Neiges, à Montréal.
Le fonds d'archives d'Adhémar Raynault est conservé au centre d'archives de Montréal de Bibliothèque et Archives nationales du Québec.